# Fukszia
A fukszia (Fuchsia), avagy Krisztus vércseppje virágos dísznövény, nevét egy német orvos-botanikusról Leonard Fuchs-ról kapta. A növényt Európában mindössze 200 éve ismerik, előfordulása inkább a szubtrópusi éghajlati övezetben jellemző, Közép-, Dél-Amerikában, Új-Zélandon és Tahiti szigetén őshonos. Magyarországon kedvelt szobanövény.
Körülbelül 100 botanikai faját ismerik, nagyon változatos növény, több színben előfordul. Létezik alacsony, lágy szárú változata, vagy magas, fás szárú, de egyáltalán nem ritkák a csüngő vagy kúszó fajok sem. A dísznövényként tartott fuksziák többnyire hibrid növények, azaz különböző fajok keresztezéséből hozták létre őket.

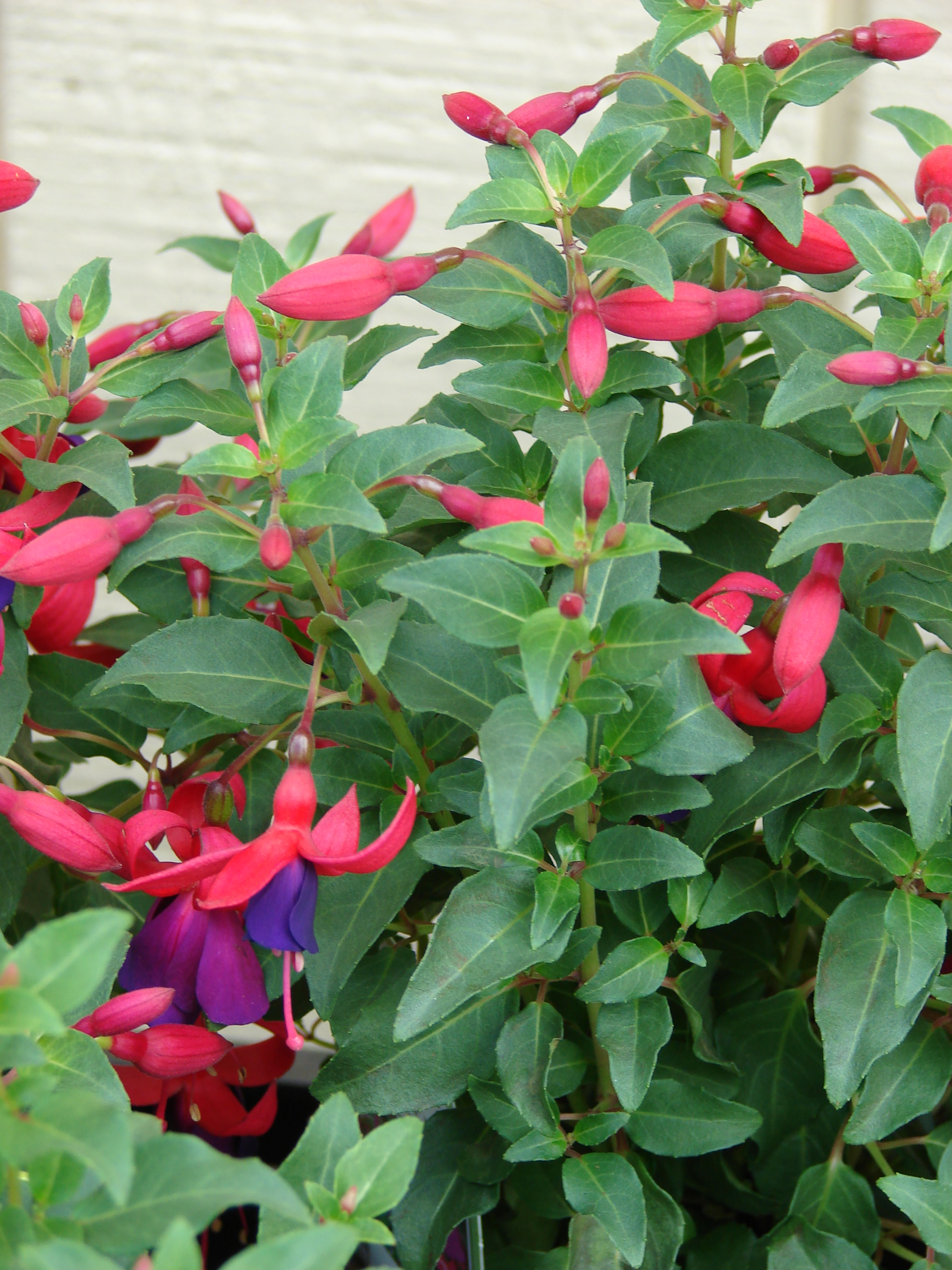

## Gondozása

### Virágzás
A fukszia virágzása április végén kezdődik és egészen október elejéig tart, így sokáig gyönyörködhetünk a színpompás virágokban. Egyedi formájuk van, így feltűnőek, ugyanis négy csészelevél öleli körbe a virágkoronát, amely általában más színű. Ebből emelkednek ki a porzószálak, és egy igen hosszú bibeszál.

### Fény- és hőmérséklet-, valamint vízigény
A növény az enyhén árnyékos helyet kedveli, így célszerű olyan helyre tenni vagy ülteti, ahová csak reggel süt a nap. Víz- és tápanyagigényes növény, kedveli a magas páratartalmat.
Nyáron folyamatosan locsolásra van szüksége, télen azonban nem igényel túl sok vizet. Májustól augusztusig gondoskodni kell a tápanyag utánpótlásról, erre a célra alkalmas táprudakat lehet használni.

### Nyesés, szaporítás
Kora tavasszal, még az első hajtások megjelenése előtt érdemes visszavágni a növényt. Ezzel elősegíthető az újabb hajtások növekedése, valamint akár kisebb fácskává is alakítható cserepes növény. A levágott hajtásokkal a fukszia dugványokkal szaporítható, de otthon nem minden esetben eredményes ez a munka. Igényli a tápdús földet, a gyakori átültetést, nyáron a bő öntözést és az árnyékot vagy félárnyékot. A meggyökeresedett vagy vásárolt növényeket 4-6 levél fölött kell visszavágni, hogy gyorsabban kinevelődjenek a kis bokrot. Májusban szabadföldbe vagy erkély- és ablakládába ültethetők.
A fuksziák elnyílott virágai terméssé fejlődnek, melyekben mag terem. Ezeket leszedve újabb virágzás várható. A magról való szaporítás újabb fajtákat eredményezhet, ugyanis a magról hajtatott fuksziák csak a legritkább esetben lesznek olyanok, mint az eredeti növény.

### Átültetés
Az átültetésre a legmegfelelőbb időszak a március. Jó víztartó képességű, humuszban gazdag földben érzi jól magát.